# Свобода слова (картина)
Свобода слова (англ. Freedom of Speech) — первая картина Нормана Роквелла из серии «Четыре свободы», вдохновлённой одноимённой речью президента США Франклина Рузвельта в конгрессе США от 1941 года.
Картина была опубликована 20 февраля 1943 года журналом The Saturday Evening Post вместе с эссе Бута Таркингтона. Роквелл считал, что эта картина и «Свобода вероисповедания» были наиболее успешными в серии.

## Предыстория
«Свобода слова» была первой из серии картин «Четыре свободы» Нормана Роквелла, вдохновлённых посланием президента США Франклина Рузвельта о положении страны, известным как «Четыре свободы», которое он произнес на 77-м Конгрессе США 6 января 1941 года. Из четырёх свобод в Конституции США описаны только две: свобода слова и свобода вероисповедания. Тема Четырёх свобод в конечном итоге была включена в Атлантическую хартию, а также в Устав ООН. Серия картин публиковалась в The Saturday Evening Post вместе с эссе известных писателей четыре недели подряд: «Свобода слова» (20 февраля), «Свобода вероисповедания» (27 февраля), «Свобода от нужды» (6 марта) и «Свобода от страха» (13 марта). В конце концов, эта серия получила широкое распространение в виде плакатов и сыграла важную роль в кампании правительства США по военным облигациям. Люди, купившие военные облигации во время выставки военных облигаций «Четыре свободы» 1943—1944 годов, получили полноцветный набор репродукций «Четырех свобод», а также памятные обложки со «Свободой слова» для хранения купленных облигаций и почтовых марок военных сбережений.

## Описание
"Первое — это свобода слова и выражения мнений — во всем мире."
«Свобода слова» изображает сцену городского собрания в Арлингтоне в 1942 году, на котором одинокому несогласному с объявленными городскими депутатами планом построить взамен сгоревшей новую школу Джиму Эдгертону в рамках протокола было предоставлено слово. Эджертон поддержал процесс восстановления, но был обеспокоен налоговым бременем из-за этого предложения, поскольку его семейная ферма была разрушена болезнью. Воспоминание об этой сцене показалось Роквеллу превосходным примером «свободы слова» и вдохновило его использовать своих соседей из Вермонта в качестве моделей для всей серии «Четыре свободы».
Говорящий «синий воротничок» одет в клетчатую рубашку и замшевую куртку, у него грязные руки и более темный цвет лица, чем у остальных присутствующих. Остальные участники одеты в белые рубашки, галстуки и пиджаки. Один из мужчин на картине держит в руках документ, в котором раскрывается тема встречи как «обсуждение годового отчета города». Молодость и умелые руки Эджертона облачены в потертый и запятнанный пиджак, в то время как другие участники кажутся старше, одеты более аккуратно и официально. По словам Брюса Коула из The Wall Street Journal, Эджертон показан «стоящим, с открытым ртом, его блестящие глаза застыли, он говорит то, что думает, беспрепятственно и бесстрашно», а его лицо напоминает Авраама Линкольна. По словам Роберта Скоулза, работа показывает зрителей, находящихся в пристальном внимании и восхищении говорящим, который напоминает персонажа Гэри Купера или Джимми Стюарта из фильма Фрэнка Капры. По словам Джона Апдайка, работа написана без какой-либо живописной манеры письма.

## Создание
Образцом для застенчивого и смелого молодого рабочего стал сосед Роквелла из вермонтского Арлингтона Карл Хесс. Гесс был предложен в качестве модели помощником Роквелла Джином Пелэмом. Гесс, сын немецкого иммигранта, был женатым человеком, у которого в городе была заправочная станция. Его дети ходили в школу вместе с детьми Роквеллов. По словам Пелэма, у Гесса «была благородная голова». Другими моделями были: отец Карла Гесса Генри (только левое ухо), Джим Мартин (правый нижний угол; он также появится на других картинах «Четырёх свобод»), Гарри Браун (справа — только макушка и глаз), Роберт Бенедикт-старший и Роуз Хойт слева. По левому краю также виден собственный глаз Роквелла. Пелэм оказался владельцем замшевой куртки, которую носила модель. Для этой работы Гесс позировал Роквеллу восемь раз, а все остальные модели позировали индивидуально.
Финальная версия картины стала результатом четырёх переделок двух месяцев работы. Дважды он почти завершил работу, но почувствовал, что её не хватает. В какой-то момент Роквеллу пришлось признаться арт-директору Post Джиму Йейтсу, что ему пришлось начинать «Свободу слова» с нуля после первой попытки, потому что он переутомился. В каждой версии был изображен «синий воротничок» в повседневной одежде, стоящий на городском собрании, но каждая была под разным углом. В раннем проекте Гесса окружали другие люди, сидевшие прямо вокруг него. Гесс считал, что изображение имеет более естественный вид, но Роквелл возражал: «Оно было слишком разнообразным, шло в разные стороны, нигде не фиксировалось и ничего не говорило». В окончательной версии Роквелл выбрал вид сверху со скамейки и сосредоточился на говорящем как на субъекте, а не на собрании.

## Эссе

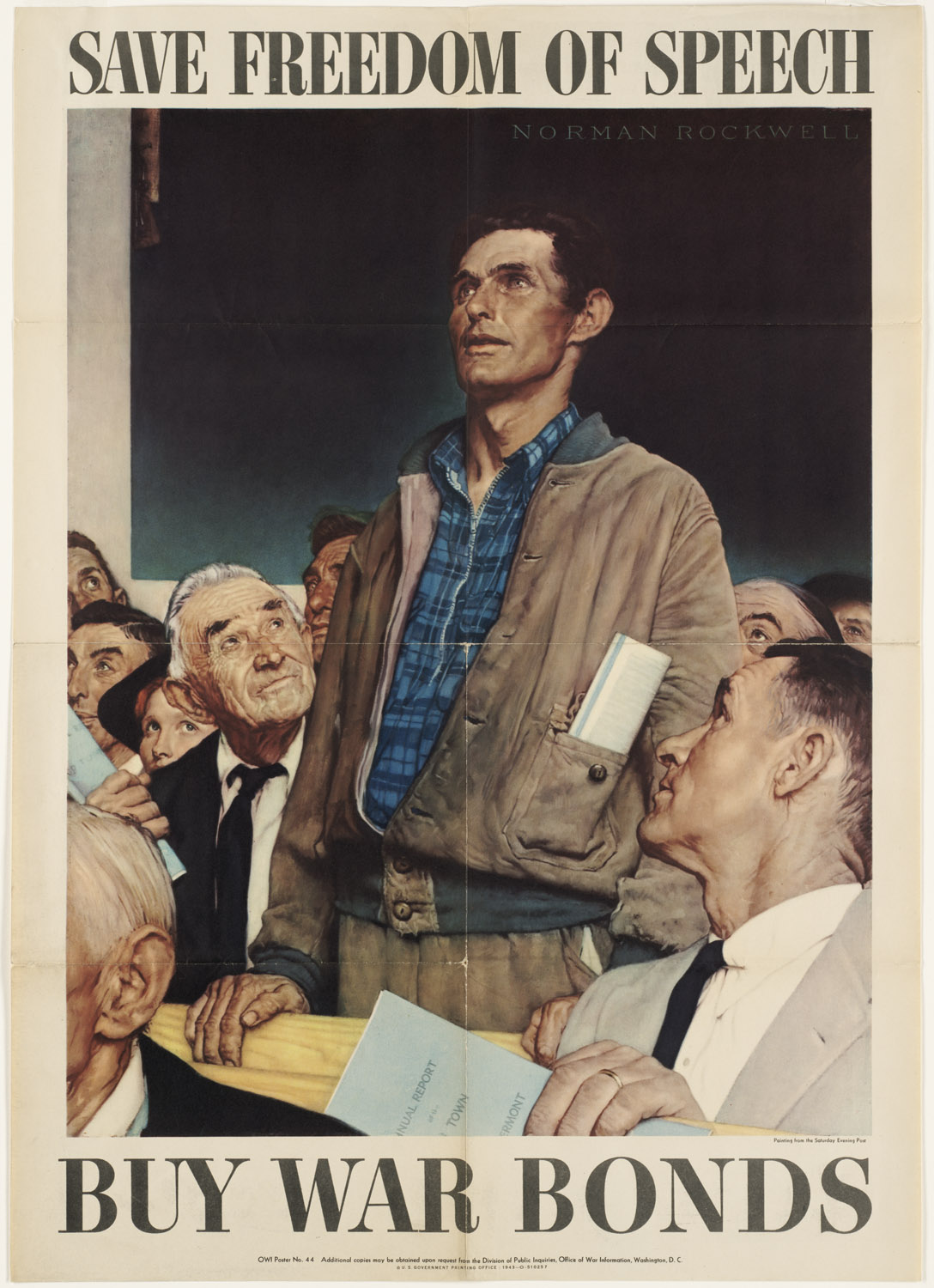
Постер Управления военной информации США Сохрани свободу слова. Покупай военные облигации, 1943 год.

Для сопроводительного эссе редактор Post Бен Хиббс выбрал лауреата Пулитцеровской премии, писателя и драматурга Бута Таркингтона.
Сопроводительное эссе Таркингтона, опубликованное в номере The Saturday Evening Post от 20 февраля 1943 года, на самом деле представляло собой басню или притчу, в которой юные Адольф Гитлер и Бенито Муссолини встречаются в Альпах в 1912 году. Во время вымышленной встречи они описывают планы по обеспечению безопасности диктатуры в своих странах посредством подавления свободы слова.

## Критика
Картина получила высокую оценку за четкость, а пустое сиденье перед выступающим воспринимается зрителем как приглашение. Сплошной темный фон доски помогает объекту выделиться, но почти скрывает подпись Роквелла. По словам Деборы Соломон, произведение «наделяет говорящего надвигающимся высоким ростом и требует, чтобы его соседи буквально смотрели на него снизу вверх». Оратор представляет собой «синих воротничков», непривязанных и сексуально доступных, вероятно, этнических, угрожающих социальным обычаям, которые, тем не менее, пользуются полным уважением аудитории. Некоторые сомневаются в подлинности «белых воротничков», которые так внимательно относятся к комментариям «синих воротничков». Соломон утверждает, что отсутствие женских фигур на картине придает ощущение встречи клуба «Лоси», а не встречи в открытом городе, хотя рыжеволосая личность слева от оратора — женщина.
Лаура Кларидж сказала: «Американский идеал, который призвана воплотить эта картина, блестяще сияет для тех, кто канонизировал эту работу как одну из великих картин Роквелла. Однако для тех, кто считает это произведение менее успешным, желание Роквелла придать конкретную форму идеалу даёт натянутый результат. Для таких критиков люди, смотрящие на говорящего, имеют в глазах звезды, их позы выражают поклонение знаменитостям, а не комнату, полную уважительного инакомыслия».
Брюс Коул описывает «Свободу слова» как «величайшую картину Роквелла», «превращающую традиционную американскую иллюстрацию в мощное и непреходящее произведение искусства». Он отмечает, что Роквелл использует «классическую пирамидальную композицию», чтобы подчеркнуть центральную фигуру стоящего оратора, внешний вид которого контрастирует с остальной аудиторией, которая, участвуя в демократии, защищает её. Коул описывает фигуру как «само воплощение свободы слова, живое проявление этого абстрактного права — образ, который превращает принципы, краски и, да, кредо, в неизгладимый образ и блестящую и любимую американскую икону, все ещё способную вдохновлять миллионы людей по всему миру». Он отмечает, что использование собрания в Сити-Холле Новой Англии включает в работу «давнюю традицию демократических публичных дебатов», в то время как доска и скамья представляют церковь и школу, которые, по словам Коула, являются «двумя столпами американской жизни».
Редактор The Post Бен Хиббс сказал о «Свободе слова» и «Свободе вероисповедания»: «Для меня это великие человеческие документы в форме красок и холстов. Я думаю, что великая картина — это та, которая движет и вдохновляет миллионы людей. Четыре свободы это делают». Уэстбрук отмечает, что Роквелл представляет «индивидуальное инакомыслие», которое действует для «защиты частной совести от государства». Другой автор описывает тему работы как «цивилизованность».